# ميديانا دي فولتويا
بلدية ميديانا دي فولتويا (بالإسبانية: Mediana de Voltoya) هي بلدية تقع في مقاطعة آبلة التابعة لمنطقة قشتالة وليون وسط إسبانيا.

## الديموغرافيا
بلغ عدد سكان بلدية ميديانا دي فولتويا 103 نسمة عام 2011 (وفقاً للمعهد الوطني للإحصاء الإسباني).
| 111 | 109 | 116 | 109 | 106 | 109 | 103 |